# Агиос Атанасиос (дем Лерин)
 Тази статия е за селото в Република Гърция.  За селото в Република Македония, вижте Неокази (Община Пробищип).  
Агиос Атанасиос (на гръцки: Άγιος Αθανάσιος) е село в Република Гърция, в дем Лерин (Флорина), област Западна Македония с 51 жители (2001).

## География
Агиос Атанасиос е разположено по течението на Стара река (Палиорема) южно от Неокази (Неохораки) и на практика е негова махала. В него до 2011 година е седалището на дем Вощарани.